# Kasu

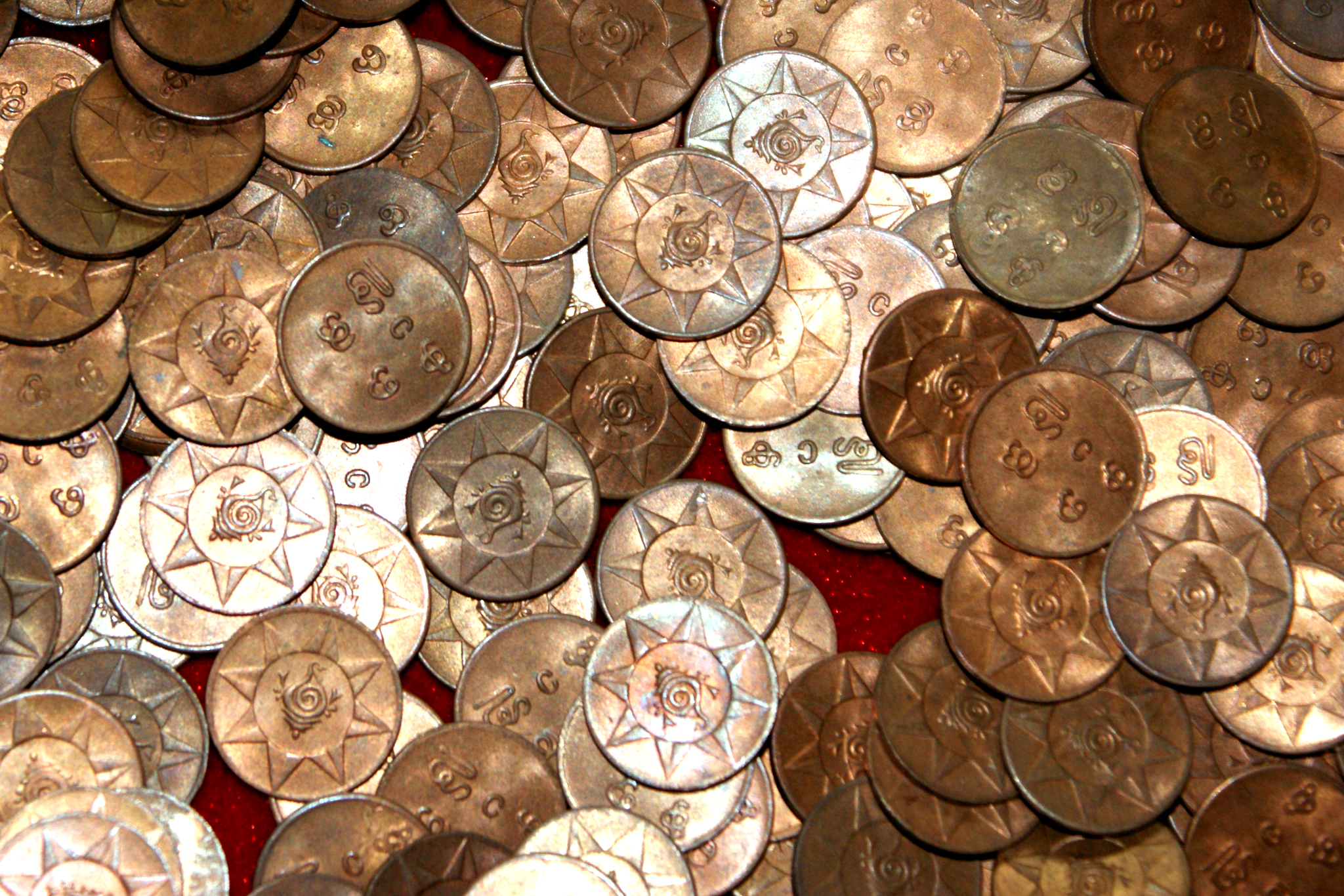
Späte Kasu-Münzen aus Kerala

Kasu war im 1. Jahrtausend im südlichen Indien die allgemeine tamilische Bezeichnung für Münzen aus Gold, Silber und Kupfer. Bis zum 18. Jahrhundert stand Kasu für verschiedene Münzen von niedrigem Wert. Eine Kasu genannte Kupfermünze wurde von den Herrschern des südindischen Königreichs Mysore ab etwa 1750 ausgegeben. Auf der Vorderseite der Mysore-Kasu ist ein Elefant abgebildet. Diese Kasu hießen daher auch elefant cash. Zu Beginn des 20. Jahrhunderts gab es etwa im heutigen südindischen Kerala noch – anders aussehende – Kasu-Münzen (siehe Abb.).